# Bunny Hug (tánc)
A Bunny Hug (nyers fordításban: nyusziölelés) egy tánc, mely a kora 20. századi fiatalok közt volt népszerű, főleg az Egyesült Államokban. Valószínűleg a San Francisco hírhedt piroslámpás negyedében, Barbary Coaston található tánctermekből ered más, hozzá hasonló táncokkal együtt, mint amilyen a Texas Tommy, Turkey Trot és a Grizzly Bear.
A Bunny Hugot amerika nagy ragtime-szerzőinek zenéjére táncolták. A Bunny Hug más „állattáncokhoz” hasonlóan heves ellenérzéseket váltott ki a társadalom visszafogottabb rétegeiből. Dr. R. A. Adams The Social Dance című, 1921-es, táncellenes tanulmányában azt állította a hasonló táncokról, hogy ezek a különböző állatok párzási rítusait utánozzák (a Bunny Hug például a nyulak párzását). Ezen táncok egyetlen céljának azt tartotta, hogy a résztvevők nemi vágyát fokozzák.
Az állattáncokat több amerikai szórakozóhelyen is tiltották. 1913 március 27-én az Oregon állambeli Grants Pass-ben Ed Spence 11 késszúrást kapott, mikor Holland nevű klubjában egy Bunny Hugot táncoló párral vitába keveredett.
Az 1914-ben Németországban megjelent „nyúltáncot” az amerikai Bunny Hughoz hasonlónak tartották.

## Fordítás
- Ez a szócikk részben vagy egészben a Bunny Hug című angol Wikipédia-szócikk fordításán alapul.  Az eredeti cikk szerkesztőit annak laptörténete sorolja fel. Ez a jelzés csupán a megfogalmazás eredetét és a szerzői jogokat jelzi, nem szolgál a cikkben szereplő információk forrásmegjelöléseként.